# 艾哈德·塔米米
艾哈德·塔米米 (阿拉伯语：‎，羅馬化：‘Ahad at-Tamīmī，2001年1月31日—） 是一位来自巴勒斯坦約旦河西岸的巴勒斯坦活动家。2017年12月，她与以色列士兵展開对峙 並因涉嫌殴打一名以色列士兵而被以色列当局拘留。艾哈德·塔米米最終簽署认罪协议被判处8个月监禁，最終于2018年7月29日获释。 